# 慧邦科技
慧邦科技（Gamesofa Inc.）成立於2005年，以可愛風格的社群網站《迷你窩》（Miniworld）起家。在2008年以多人flash遊戲開發技術推出《神來也麻將》、《神來也大老二》、《神來也接龍》等系列遊戲，為facebook上第一大中文棋牌類網頁遊戲品牌。

## 歷史
慧邦科技於2006年4月中旬正式推出Miniworld迷你窩網站。2008年，迷你窩獲《數位時代》評選為台灣Web100最有吸引力網站。2009年，成為台灣第一個將多人flash遊戲介接facebook的公司。
2010年，會員數突破800萬，玩家遍及中港、台星馬、美加紐澳、日本。同年神來也獲Yahoo!奇摩情感品牌票選遊戲類第1名。也獲《數位時代》評選台灣Web100 - 台灣區遊戲網站類第1名。同年進入日本市場，推出國際姐妹站「雀ゲー」。
2011年，神來也獲《數位時代》評選台灣Web100 - 線上娛樂類第4名‧遊戲網站類第1名。蟬連Yahoo!奇摩情感品牌票選 遊戲類第1名，遊戲用戶突破1000萬人。推出「神來也麻將」iPad版，24小時內躍升台港澳free app下載第1名。
2012年，神來也榮獲Yahoo!奇摩2011年度風雲遊戲賞票選 最佳線上棋牌麻將遊戲 第1名。榮獲遊戲基地2011 網路遊戲金像獎票選 年度風雲行動遊戲 第1名。神來也麻將榮獲蘋果官方「App Store Best of 2012」暢銷金榜第4名。神來也麻將榮獲第二屆華人行動應用大賞網路票選遊戲類第一名
2022年，慧邦科技獲《勞動部》的工作生活平衡獎-彈性工作組的肯定。

## 旗下產品

### Web
| 麻將類         | 對應相關連結                          | 撲克類            | 對應相關連結                             | 休閒類                 | 對應相關連結 |
| 神來也麻將     | 神來也麻將 （页面存档备份，存于）     | 神來也德州撲克    | 神來也德州撲克 （页面存档备份，存于）    | 即刻槍戰 Guns Rush     | ☒            |
| 神來也13張麻雀 | 神來也13張麻雀 （页面存档备份，存于） | 神來也鬥地主      | 神來也鬥地主 （页面存档备份，存于）      | 神來也大武鬥           | ☒            |
| 神來也二人麻將 | ☒                                     | 神來也大老二      | 神來也大老二 （页面存档备份，存于）      | 神來也朋友村           | ☒            |
| 神來也日本麻雀 | ☒                                     | 神來也13支        | 神來也13支 （页面存档备份，存于）        | 玩命槍戰 Aim Online    | ☒            |
|                |                                       | 神來也接龍        | 神來也接龍 （页面存档备份，存于）        | Omega Tank             | ☒            |
|                |                                       | 神來也99          | ☒                                        | 神來也桃太郎物語方塊   | ☒            |
|                |                                       | 神來也鋤大D       | 神來也鋤大D （页面存档备份，存于）       | 即刻槍戰II Guns RushII | ☒            |
|                |                                       | 神來也4人德州撲克 | 神來也4人德州撲克 （页面存档备份，存于） |                        |              |

### iPhone / iPad
- 麻將類
  - 神來也麻將[12]
  - 神來也13張麻雀[13]
- 撲克類
  - 神來也德州撲克[14]
  - 神來也鬥地主
  - 神來也大老2[15][16]
  - 神來也13支[17][18]
  - 神來也接龍[19]
  - 神來也鋤大D
- 休閒類
  - 神來也暗棋
  - 神來也五子棋
- 射擊類
  - 王牌特攻

### Android
- 麻將類
  - 神來也麻將[20]
  - 神來也13張麻雀[21]
  - 神來也星馬麻將
- 撲克類
  - 神來也德州撲克
  - 神來也鬥地主
  - 神來也大老2[22]
  - 神來也13支[23]
  - 神來也接龍[24]
  - 神來也鋤大D
- 休閒類
  - 神來也暗棋
  - 神來也五子棋
- 射擊類
  - 坦克戰境[25]
  - 王牌特攻[26]
  - 彈珠射手
  - 全息射手

## 外部連結
- 神來也遊戲官網 （页面存档备份，存于）